# من ألف ليلة وليلة
من ألف ليلة وليلة (بالإنجليزية: 1001 Nights)‏ هو مسلسل رسوم متحركة كندي من إنتاج ستوديوهات بيغ باد بو، مبنية على قصص من ألف ليلة وليلة.

## الشخصيات

### شهرزاد
صوت: نيكول أوليفر
الصوت العربي: ماريبال صوما
الصوت التاني: نسرين مسعود

### شهريار
صوت: كولين ماردوك
الصوت العربي: فادي الرفاعي (الأول)
حسن شامل (الثاني)

### دنيازاد
صوت: تاثينا سانتا جيرمان
الصوت العربي: أسمهان بيطار

### شاهزمان
صوت: كاثي ويسلك
الصوت العربي: رنا الرفاعي

### ماجد
صوت: بيتر كامبيلز
الصوت العربي: ناجي شامل (الأول)
عمر الشماع (الثاني)

### ميمون
صوت: سكوت مكنيل

## الإصدار العالمي
| البلد/الأقليم       | القناة                                     |
| ------------------- | ------------------------------------------ |
| كندا                | تليتون                                     |
| كندا                | راديو كندا                                 |
| الولايات المتحدة    | قناة ديزني                                 |
| أذربيجان            | Lider TV                                   |
| النمسا              | أو أر أف (محطة بث)                         |
| فنلندا              | MTV3                                       |
| إسرائيل             | Kids Channel 8, Noga Communications        |
| البرازيل            | Gloob                                      |
| البرتغال            | RTP2، Canal Panda                          |
| الهند               | قناة ديزني، ديزني إكس دي، ديسكفري كيدز     |
| بنغلاديش            | قناة ديزني                                 |
| بوتان               | قناة ديزني                                 |
| جزر المالديف        | قناة ديزني                                 |
| نيبال               | قناة ديزني                                 |
| باكستان             | قناة ديزني                                 |
| سريلانكا            | قناة ديزني                                 |
| سنغافورة            | أوكتو                                      |
| جامعة الدول العربية | تلفزيون ج، إي جونيور، كرتون نتورك بالعربية |
| إندونيسيا           | Global TV                                  |
| تركيا               | كرتون نتورك                                |
| جامايكا             | Television Jamaica                         |

## وصلات خارجية
- الموقع الرسمي
- صفحة ملكية بيغ باد بو من ألف ليلة وليلة
- من ألف ليلة وليلة على موقع IMDb (الإنجليزية)
- من ألف ليلة وليلة على موقع قاعدة بيانات الفيلم (الإنجليزية)
- من ألف ليلة وليلة  على فيسبوك.